# Koningin Emmaschool (Oud-Zuilen)
De Koningin Emmaschool is een schoolgebouw in het Nederlandse dorp Oud-Zuilen.
Het schoolgebouw is in 1887 gebouwd in neorenaissancestijl naar ontwerp van de architect A. Nijland. Oorspronkelijk werd het gebouwd voor het lager onderwijs en de school had daarin de beschikking over drie leslokalen in het gebouw. Rond 1900 zijn twee lokalen aangebouwd. Tot minstens 1997 is het gebouw in gebruik geweest als onderwijslocatie. Begin 21e eeuw werd het aangewezen als rijksmonument.